# Ravensburger

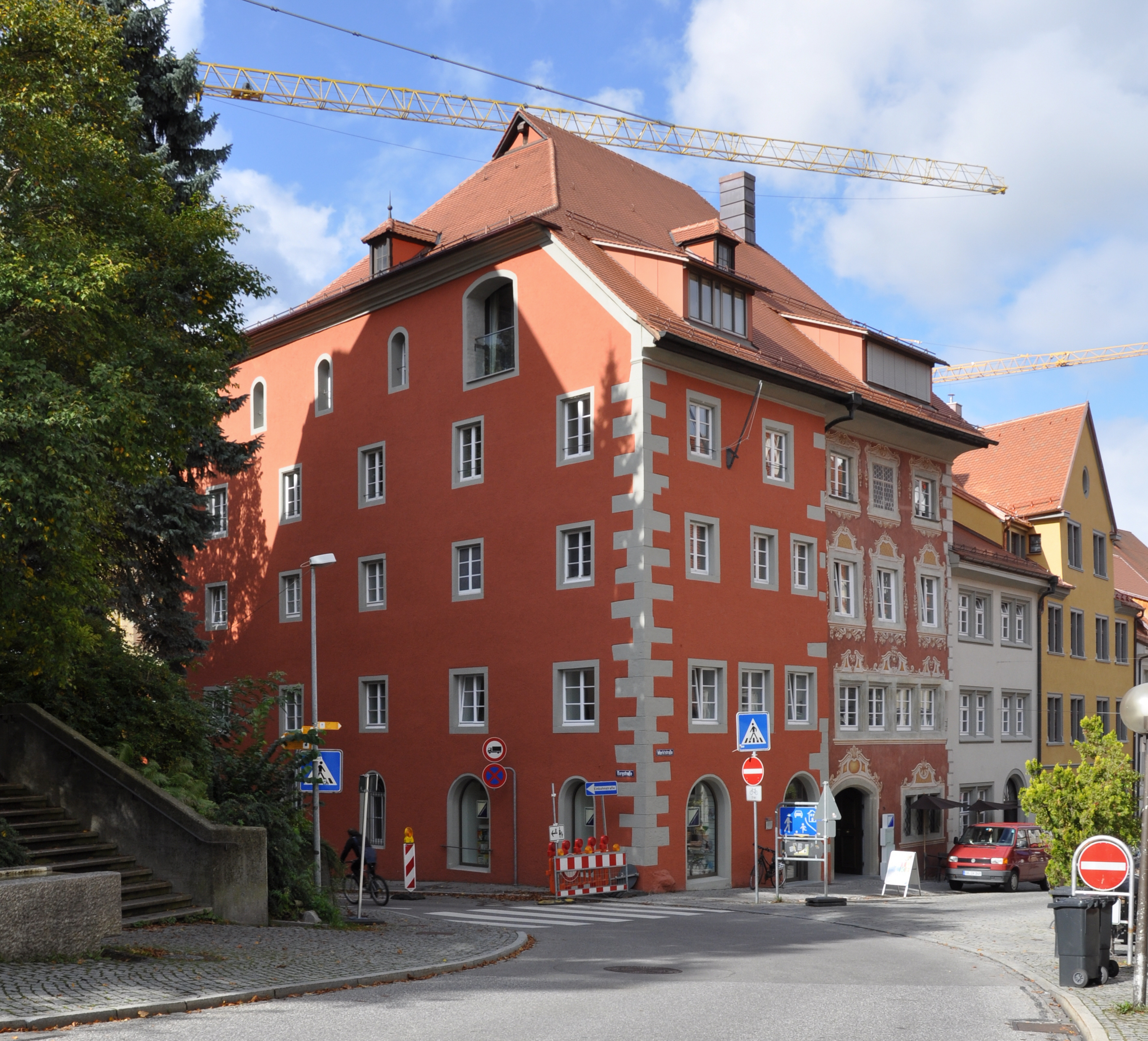
Le musée Ravensburger

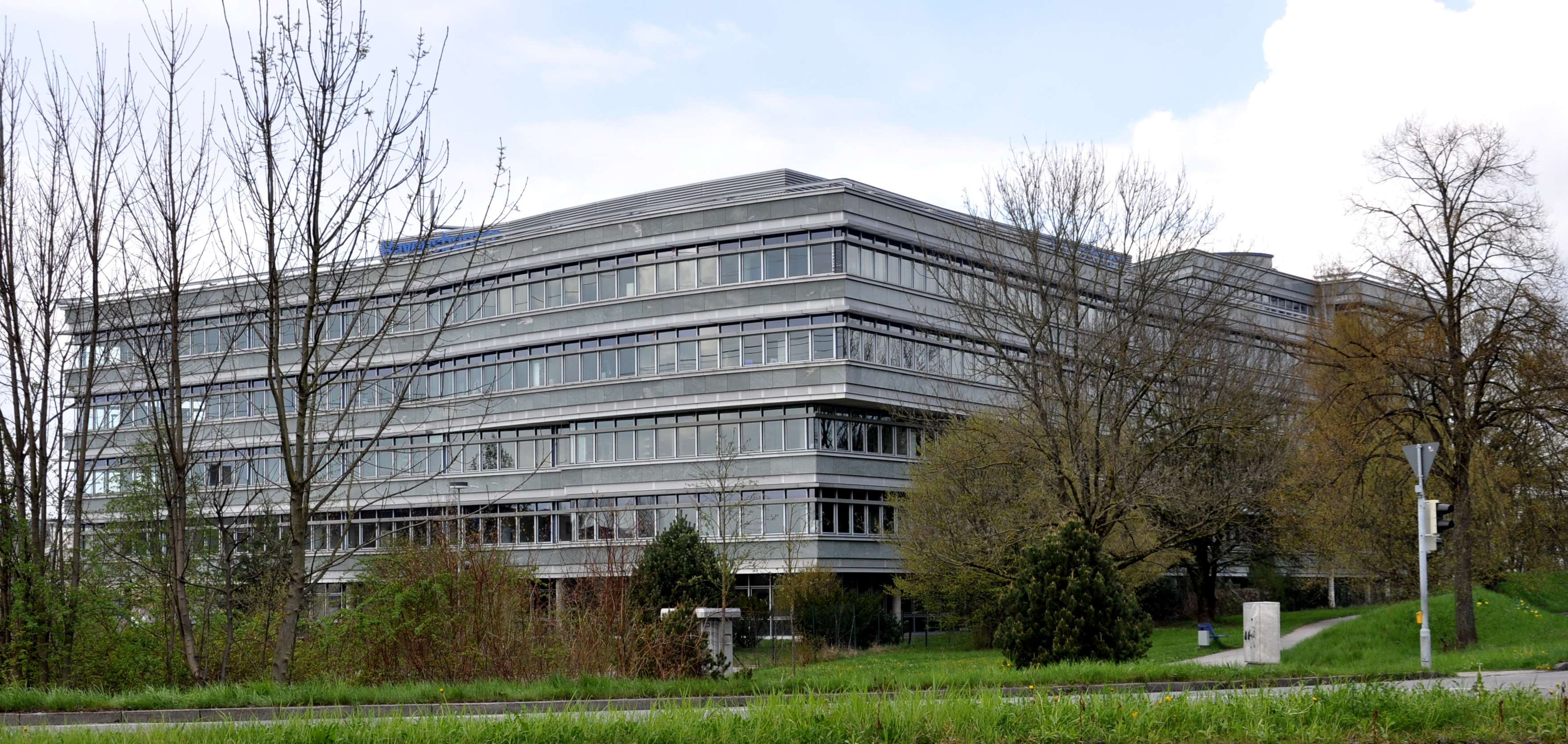
Le siège de l'entreprise

Ravensburger est une entreprise allemande spécialisée dans la fabrication et la distribution de jeux, jouets, livres et puzzles, créée en 1883 à Ravensbourg.
Elle possède plusieurs marques créées ou acquises comme Alea, Carlit et F.X. Schmid.
En France, Ravensburger a repris une partie des activités des Jeux Nathan.

## Histoire
Ravensburger fut créé en 1883 par le libraire Otto Maier, qui, après avoir signé un premier contrat avec un auteur, commence à publier des livres. Le premier jeu distribué par l'entreprise sort l'année suivante : il s'agit de « Tour du Monde » (Reise um die Erde), un jeu de plateau organisé autour des récits pour la jeunesse du pasteur Christoph von Schmid.
Si, au cours des années suivantes, Otto Maier se concentre sur la commercialisation de patrons et de gabarits pour la couture et le travail manuel, les jeux de plateau, de cartes, et pour les livres sur les quiz et les contes pour enfants, vers 1900 il se diversifie en proposant des livres d'images et des livres d'initiation au travail manuel et au bricolage. Juste avant la Grande Guerre, les éditions Otto-Maier proposent déjà près de 800 titres ou jeux ; elles exportent dans toute l'Europe de l'Ouest et en Russie. Elles déposent la marque Ravensburger Spiele en 1900 auprès du Kaiserliches Patentamt (le célèbre logo au triangle bleu ne sera déposé qu'en 1974).
Jusqu'aux années 1950, les éditions Otto-Maier demeurent essentiellement actives dans l'édition : les jeux de société, jeu de 7 familles et patiences n'étaient qu'un complément. La société traversa la seconde guerre mondiale sans discontinuer son activité, mais après la guerre, elle compléta son offre de livres pour la jeunesse, de livres spécialisés dans l'art, l'architecture et les loisirs. L'un de ses jeux les plus connus, memory, date de 1959 et s'est vendu depuis à plus de 50 000 000 d'exemplaires à travers le monde.
En juin 1998, Ravensburger rachète les jeux Nathan à Vivendi, qui conserve la maison d'édition Nathan. Trois mois après la reprise est décidée l'arrêt de la production de jouets sur le site Nathan de Méru, qui devient alors un lieu de stockage. La fabrication des puzzles est transférée dans l'usine Ravensburger de Chalon-sur-Saône, construite en 1996, et les jeux éducatifs Nathan sont délocalisés dans celle de Ravensbourg.
Ravensburger possède alors cinq unités de production en Europe : Ravensbourg (puzzles 3D et jeux de société), Chalon-sur-Saône (puzzles en carton), Altenbourg (cartes à jouer), Bicester, (puzzles en bois) et Policka.
Deux ans plus tard, la marque jeux Nathan disparaît, Ravensburger n'ayant pas l’autorisation d'utiliser la marque Nathan, propriété de la maison d'édition. En 2001 l'usine de Chalon est fermée, après cinq ans d’existence et alors que Ravensburger a touché plus de 10 millions de francs de prime d'aménagement du territoire.
En 2006, c'est le site de Méru qui ferme à son tour.
En 2015, Ravensburger rachète les jeux suédois Brio.
En 2023, Ravensburger publie son premier jeu de carte à collectionner en partenariat avec la Walt Disney Company : Disney Lorcana. La même année la firme réalise une année record en matière de vente de jeu.

## Quelques jeux édités
- Barricade, 1959
- Memory, 1959
- Le Lièvre et la Tortue, 1978 (réédition), David Parlett, Spiel des Jahres  1979
- Voyage en France, 1978
- Shogun, 1979, Teruo Matsomuto
- Sagaland ou Fabuleux trésors ou Forêt enchantée, 1981, Alex Randolph et Michael Matschoss, Spiel des Jahres  1981
- Scotland Yard, Werner Schlegel, Dorothy Garrels, Fritz Ifland, Manfred Burggraf, Werner Scheerer et Wolf Hoerman, Spiel des Jahres  1983
- Heimlich & Co., 1984, Wolfgang Kramer, Spiel des Jahres  1986, Schweizer Spielepreis  famille 2002
- Metropolis (jeu)|Metropolis, 1984, Sid Sackson
- Allez les escargots, 1985, Alex Randolph
- Grand Safari, 1985, Wolfgang Kramer et Ursula Kramer, Essener Feder  1985
- Labyrinthe, 1986, Max J. Kobbert
- L'Héritage de Maloney, 1988, Sid Sackson
- Set!, 1988, Marsha Falco, Ravensburger, Mensa Select Mind Games  1991
- Stupide vautour, 1988, Alex Randolph
- Astérix et les Romains, 1989, Klaus Teuber
- Caravane, 1990, Andreas Bartl, Andreas Bernabe, Norbert Grill
- Life style, 1990, Thomas Di Paolo, Spiel des Jahres  plus beau jeu 1990
- Flash, 1991, Theora Design
- Labyrinthe Master, 1991, Max J. Kobbert, Spiel des Jahres  1991, Spiel des Jahres  plus beau jeu 1991, Mensa Select Mind Games  1991
- Photo Mystère, 1994, Wolfgang Kramer
- La Compagnie des taupes, 1995, Bertram Kaes et Virginia Charves, Japan Boardgame Prize  enfants 2002
- Labyrinthe junior, 1995, Max J. Kobbert
- Labyrinthe - le jeu de cartes, 1995, Max J. Kobbert
- Fiasko, 1997, Reinhard Staupe
- Labyrinthe secret, 1998, Max J. Kobbert
- Tic Tac Boum, 1998, Sylvie Barc et Jean-Charles Rodriguez
- Fits, 1999, Charles B. Phillips et Ronald Wiecek, Mensa Select Mind Games  2001
- Gruselino, 1999, Lucien Geelhoed
- Des chiffres et des lettres, 1999 Célèbre jeu de France 2
- N.Y. Chased, Werner Schlegel, Dorothy Garrels, Fritz Ifland, Manfred Burggraf, Werner Scheerer et Wolf Hoerman, Sceau d'excellence Option consommateurs  2001
- Tikal, 1999, Wolfgang Kramer et Michael Kiesling, Spiel des Jahres  1999, Deutscher Spiele Preis  1999, International Gamers Awards  multijoueur 2000
- Le Fantôme des Mac Gregor, 2000 (réédition), Dominique Ehrhard
- Java, 2000, Wolfgang Kramer et Michael Kiesling
- Tic Tac Boum Junior, 2000, Sylvie Barc et Jean-Charles Rodriguez
- Torres, 2000, Wolfgang Kramer et Michael Kiesling, Spiel des Jahres  2000, Games Magazine Awards  2000
- Chromino, 2001 (Louis Abraham)
- San Marco, 2001, Alan R. Moon et Aaron Weissblum, International Gamers Awards  multijoueur 2002
- L’Équipe, le jeu 2001 issu du journal quotidien sportif.
- Die sieben Weisen (Les sept sages), 2002, Reiner Stockhausen
- Mexica, 2002, Wolfgang Kramer et Michael Kiesling
- Pueblo (jeu)|Pueblo, 2002, Wolfgang Kramer et Michael Kiesling, Spiel der Spiele  2002
- Star Wars, 2002, Reiner Knizia
- Tops, 2002, Roberto Fraga
- Wühltisch, 2002, Thorsten Gimmler
- Zahltag, 2002, Franz-Benno Delonge
- Bakerstreet, 2003, Marcel-André Casasola Merkle
- Crazy Chicken, 2003, Michael Schacht
- Duo, 2003, Maureen Hiron, Mensa Select Mind Games  1995
- Edel, Stein & Reich, 2003, Reinhard Staupe, Japan Boardgame Prize  joueurs confirmés 2003
- Eiszeit, 2003, Alan R. Moon et Aaron Weissblum
- Labyrinthe Lord of the Rings, 2003, Max J. Kobbert
- Le Roi Arthur ou King Arthur, 2003, Reiner Knizia, Spiel der Spiele  2003
- Richelieu (jeu)|Richelieu (Richelieu und die Königin !), 2003, Michael Schacht
- Time is Money, 2003, Roberto Fraga et Lucien Geelhoed
- Quitte ou double issu du jeu de RTL 2003
- GEO le jeu, 2003 issu du magazine mensuel de voyage et de connaissance du monde
- Adam & Eva, 2004, Aaron Weissblum
- La Cible, 2004 issu du jeu de France 2  Éric bouret
- E=M6, 2001 et 2005 issu de l’ émission de M6
- Ça m'intéresse (le jeu) 2004 issu du magazine mensuel français de vulgarisation scientifique
- Briques à bloc ou Make'n'Break, 2004, Andrew et Jack Lawson, Sceau d'excellence Option consommateurs  2005
- Au voleur !, 2005, Dominique Ehrhard et Pierre-Nicolas Lapointe
- Australia, 2005, Wolfgang Kramer et Michael Kiesling, Games Magazine Awards  2006
- Flunkern, 2005, Marcel-André Casasola Merkle et Tobias Biedermann
- Gracias, 2005, Richard Borg et Alan R. Moon
- That's Life! ou Verflixxt!, 2005, Wolfgang Kramer et Michael Kiesling, Schweizer Spielepreis  famille 2005
- Celtica, 2006, Wolfgang Kramer et Michael Kiesling
- Silence ça pousse jeux éducatifs issu de l’émission de France 5
- La Maison des Maternelles jeux éducatifs issu de l’émission de France 2 2024
- LOL : qui rit, sort ! issu du jeu de Prime Vidéo 2024
- Disney Lorcana jeu de carte à collectionner se situant dans l’univers Disney 2023

### Casino Series
- Le Jeu de la bourse, 1967, F. Murray et S. Spencer
- Olympia , 1971, Erwin Glonnegger
- Lingua , 1972, S. Braude
- Sukarta, 1972
- Forma, 1973, H. J. Geesink
- Colomino, 1973, Max Jünger Kobbert
- Corona, 1974, Alex Randolph
- Quaro, 1974, Alex Randolph (sous le pseudonyme de L. W. Bones)
- Domemo, 1975, Alex Randolph (sous le pseudonyme de P. Halva)
- Tantalus, 1975, W. Barrington Pink
- Viaduct, 1975, Karin Kasch
- Cartino, 1976, Alex Randolph

### Traveller Series
- Isola, 1972
- Bon Voyage, 1973
- Shaska, 1973, Emil Galli
- Quadrata, 1973, Karl-Friedrich Maier
- Banda, 1973, Alex Randolph
- Hepta, 1974, Alex Randolph
- Peggino, 1975, Alex Randolph
- Wöterklauer, 1975, Alex Randolph
- Tri-o tri-x, 1976
- Alcazar, 1976, Martin Davinson
- Tangram, 1976
- Over Board, 1977, Alex Randolph
- Domicolor,
- Go+Gobang
- Memory
- Miracle
- Reversi
- Sogo
- Racko